# Sportzentrum Neusiedl
Sportzentrum Neusiedl – stadion piłkarski w Neusiedl am See, w Austrii. Został otwarty 31 lipca 1955 roku. Może pomieścić 3000 widzów. Swoje spotkania rozgrywają na nim piłkarze klubu SC Neusiedl am See 1919.
Stadion przy Seestraße został otwarty 31 lipca 1955 roku. Przed otwarciem nowej areny SC Neusiedl am See 1919 występował na boisku przy koszarach (tzw. Kasernenplatz). W 1969 roku zainstalowano na stadionie sztuczne oświetlenie. W latach 1982–1984 obiekt gościł występy SC Neusiedl am See 1919 w austriackiej Bundeslidze. Pojemność stadionu wynosi 3000 widzów.